# 토니 골드윈
토니 골드윈(Tony Goldwyn, 1960년 5월 20일 ~ )은 미국의 배우 및 영화 감독이다.

## 출연 작품

### 영화
- 붉은 유혹
- 키스 더 걸
- 사랑과 영혼
- 라스트 사무라이
- 6번째 날
- 킹 리차드 - 폴 코언 역
- 플레인

### 드라마
- 스캔들
- 너의 심장